# Kai Bradbury
Kai Bradbury (* 9. Januar 1994 in Vancouver, British Columbia) ist ein kanadischer Schauspieler.

## Leben
Bradbury wurde am 9. Januar 1994 in Vancouver geboren. Über seinen Vater hat er schottische Vorfahren, seine Mutter ist japanischer Herkunft. Er unterhielt sich mit seiner Mutter auch auf Japanisch. Ab seinem 13. Lebensjahr besuchte er eine französischsprachige High School. Ein Jahr später folgten erste schauspielerische Erfahrungen als Schauspieler an Improvisationsstücken. Später folgten Engagements am Vancouver und dem Edinburgh International Fringe Festivals. Er besuchte das Capilano University Musical Theater. Eine erste Episodenrolle übernahm er in der Fernsehserie The Man in the High Castle. Anschließend folgten eine Reihe von Episodenrollen in verschiedenen kanadischen und US-amerikanischen Fernsehserien sowie Nebenrollen in Filmen. 2019 war er in insgesamt zehn Episoden der Fernsehserie Warigami in der Rolle des Vincent Ohata zu sehen. 2020 folgten fünf Episoden in der Rolle des Gerit Buttonwood in der Fernsehserie Motherland: Fort Salem. Seit 2021 stellt er in der Fernsehserie Virgin River die Rolle des Denny Cutler dar. 2022 wirkte er in den Fernsehserien Are You Afraid of the Dark? und The Imperfects mit.

## Filmografie (Auswahl)
- 2016: The Man in the High Castle (Fernsehserie, Episode 2x03)
- 2017: Menendez: Blood Brothers (Fernsehfilm)
- 2017: Untold Stories of the ER (Fernsehdokuserie, 2 Episoden)
- 2018: Altered Carbon – Das Unsterblichkeitsprogramm (Altered Carbon, Fernsehserie, Episode 1x03)
- 2018: The Simone Biles Story: Courage to Soar (Fernsehfilm)
- 2018: Supernatural (Fernsehserie, Episode 13x15)
- 2019: Warigami (Fernsehserie, 10 Episoden)
- 2019: The Boys (Fernsehserie, Episode 1x06)
- 2019: The Terror (Fernsehserie, Episode 2x02)
- 2020: Motherland: Fort Salem (Fernsehserie, 5 Episoden)
- 2021: Family Law (Fernsehserie, Episode 1x07)
- seit 2021: Virgin River (Fernsehserie)
- 2022: Are You Afraid of the Dark? (Fernsehserie, 2 Episoden)
- 2022: The Imperfects (Fernsehserie, 3 Episoden)